# イグエイ

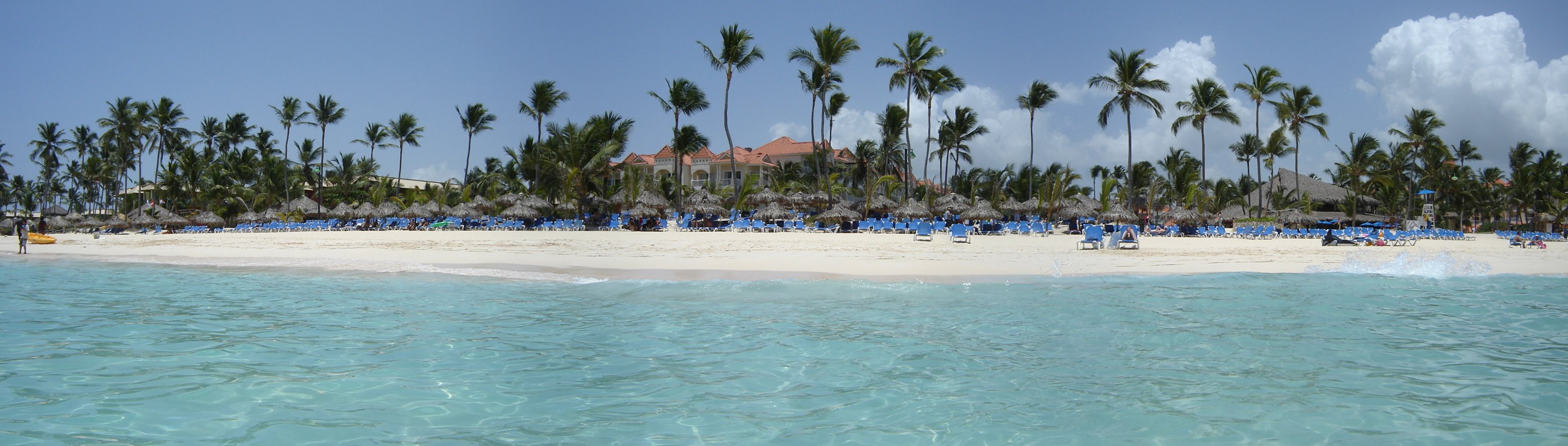
プンタ・カナ

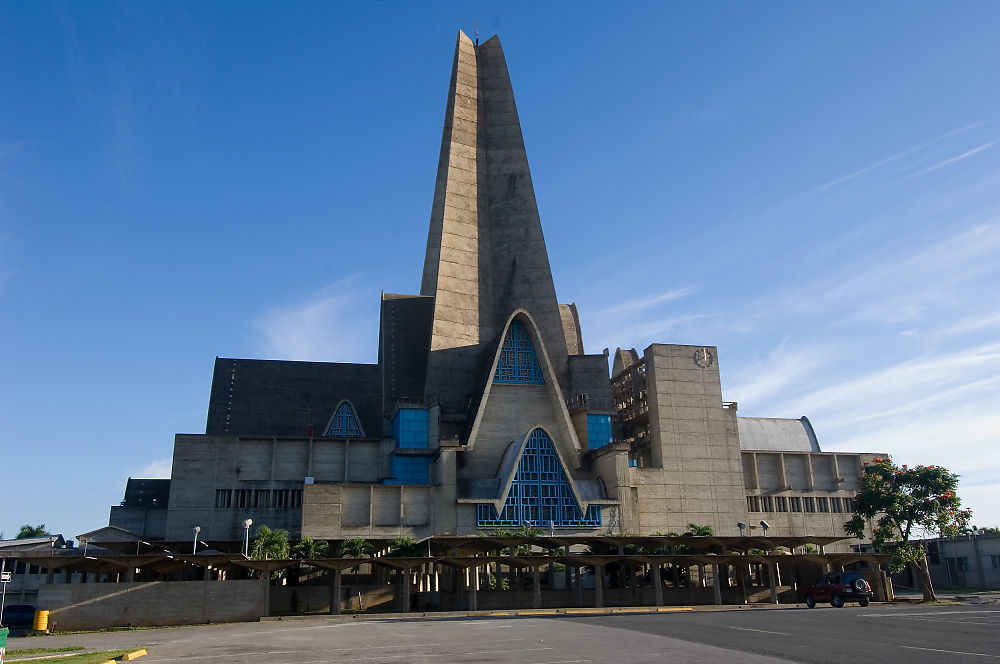
ラ・アルタグラシア大聖堂

イグエイ (スペイン語：Higüey / スペイン語発音: [iˈɣwei])は、ドミニカ共和国東端のラ・アルタグラシア州の州都。
2010年の人口は14万7978人で、国内6位。
市街地をユマ川が流れる。
イグエイはコロンブスがエスパニョーラ島東端に着いた時の首長の名前でもある。
観光と畜産の首都とも呼ばれる。

## 人口
- 1981年12月12日：3万3501人
- 1993年9月24日：5万4832人
- 2002年10月18日：10万3502人
- 2010年12月1日：14万7978人

## 経済
- 漁業
- 農業 : 葦、珈琲、煙草、ココア、米、大豆、牛、豚
- 観光 : スノーケリング、スクーバダイビング、ウィンドサーフィン、ヨット

## 歴史
ヨーロッパ人がイスパニョーラ島を征服した頃、イグエイ周辺にはタイノ人のサイシム・イグエイ王国が有った。

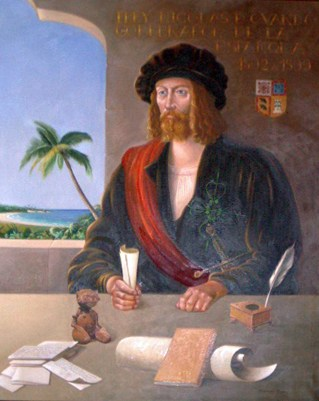
ニコラス・デ・オバンド

1502年、ニコラス・デ・オバンドが島の総督に就任した。
1503年、フアン・デ・エスキヴェルが征服を指揮した。
エスキヴェルはサオナ周辺でタイノ人をスパニッシュ・マスティフを用いて虐殺した。

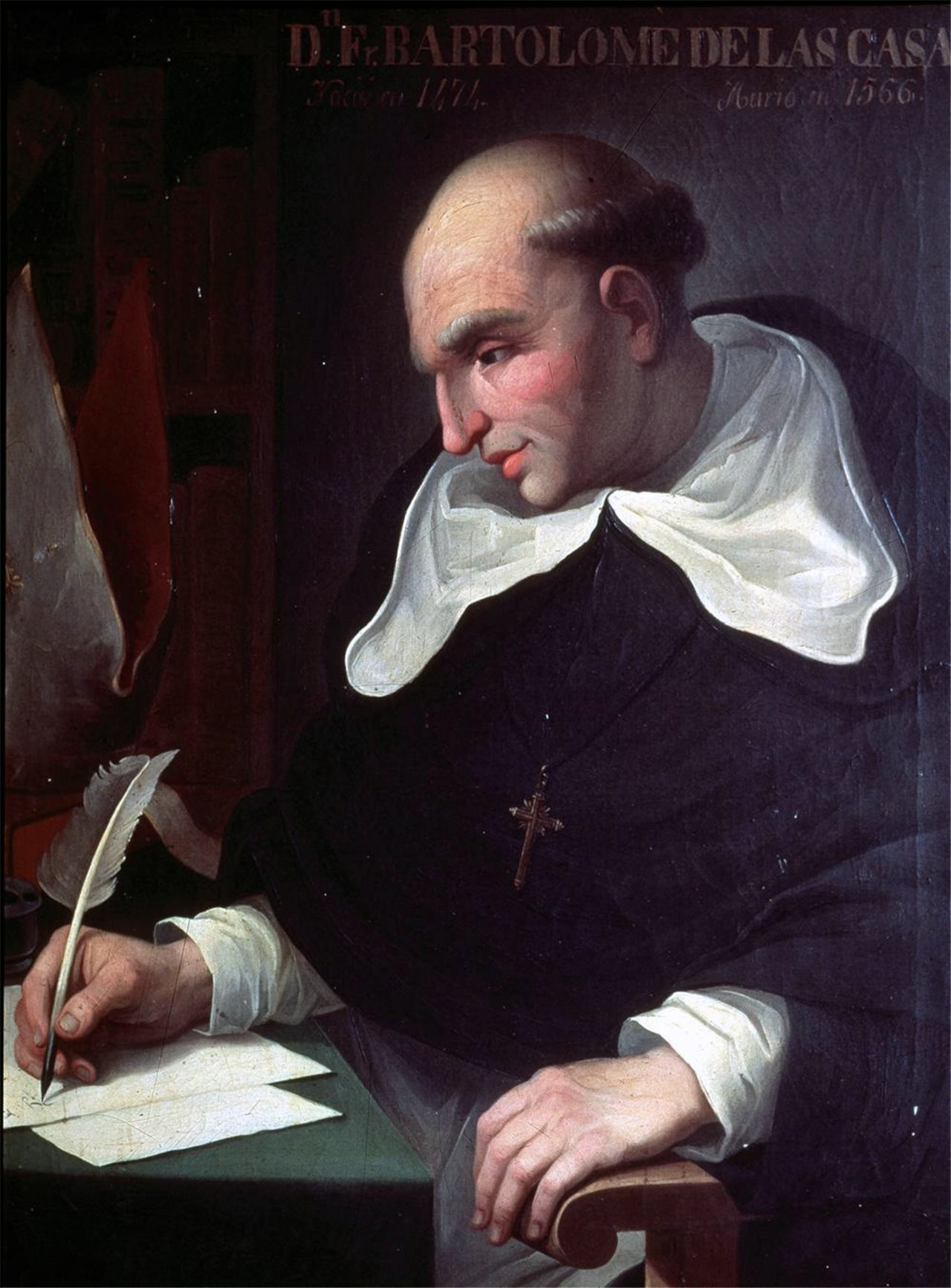
バルトロメ・デ・ラス・カサス

後にバルトロメ・デ・ラス・カサスは、スペイン人が降伏の後に勇敢に抵抗したタイノ人を虐殺した事を記録している。
男だけでなく女子供も拷問され、手足を切断され、吊るされた。
1508年12月7日、セビリアのスペイン貿易機関は、イグエイに限定的自治権を与えた。
1519年までにイグエイ地方のタイノ人は奴隷にされ、人口は1189人にまで減らされた。
その為スペイン人はアフリカ人を奴隷として拉致した。
1791年、ハイチ革命が始まった。
1795年、バーゼルの和約によって、スペインは全島をフランスに割譲した。

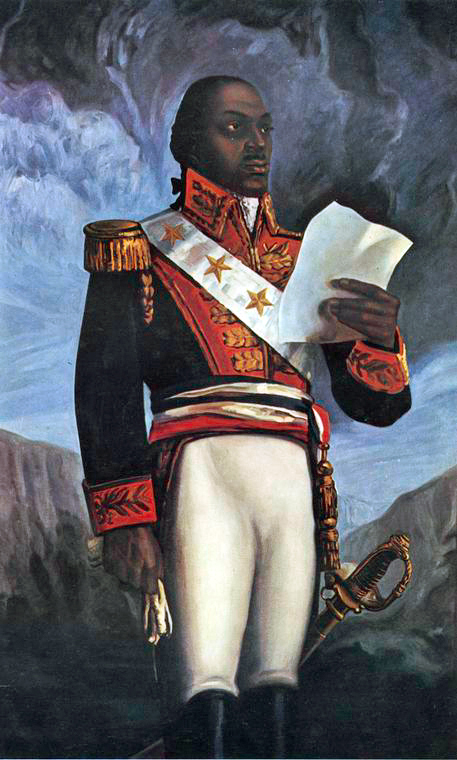
トゥーサン・ルーヴェルチュール

1801年、ハイチの独立運動指導者のトゥーサン・ルーヴェルチュールが、全島を掌握し、奴隷を解放した。
イグエイはオザマ県に編入された。
1809年、スペインが島の東側を再占領し、スペイン領ボバを建国した。
イグエイはエル・セイボ地域に編入された。
1814年、パリ条約 (1814年)によって、東側は正式にスペイン領になった。
1821年11月30日、スペイン人ハイチ共和国として独立した。

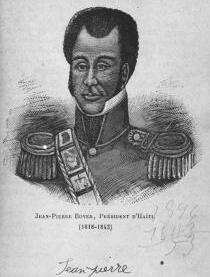
ジャン・ピエール・ボワイエ

1822年1月、ハイチのジャン・ピエール・ボワイエに占領された。(en:Haitian occupation of Santo Domingo)
経済は混乱したが、奴隷制廃止を唱えるイギリスのウィリアム・ウィルバーフォースに従うイギリス海軍やハイチによって、奴隷は解放された。
1844年、ラ・トリニタリアの努力を通してドミニカ共和国は再独立し、ハイチ人を一掃した。
新政府中央会議がイグエイで行われた。
1845年、ペドロ・サンタナが初代大統領になった。
1861年、サンタナはハイチからの圧力を撃退する為にスペインに再併合を申込み、自身は総督になった。
1865年、再独立を果たした。
この4年間では、東部地域は発展しなかった。
1906年、アメリカ合衆国の保護国になった。
未だに地方では貴族の派閥政治が行われていた。
1916年～1924年、エル・セイボ州のゲリラがアメリカと戦争を行った。
(en: United States occupation of the Dominican Republic (1916–24))

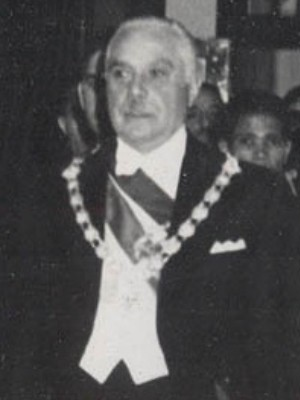
ラファエル・トルヒーヨ

1930年、ラファエル・トルヒーヨ大統領の独裁政治が始まり、イグエイの比較的豊かな時代は終わった。

## 気候
| イグエイ(1961年～1990年)の気候 | イグエイ(1961年～1990年)の気候 | イグエイ(1961年～1990年)の気候 | イグエイ(1961年～1990年)の気候 | イグエイ(1961年～1990年)の気候 | イグエイ(1961年～1990年)の気候 | イグエイ(1961年～1990年)の気候 | イグエイ(1961年～1990年)の気候 | イグエイ(1961年～1990年)の気候 | イグエイ(1961年～1990年)の気候 | イグエイ(1961年～1990年)の気候 | イグエイ(1961年～1990年)の気候 | イグエイ(1961年～1990年)の気候 | イグエイ(1961年～1990年)の気候 |
| 月                             | 1月                            | 2月                            | 3月                            | 4月                            | 5月                            | 6月                            | 7月                            | 8月                            | 9月                            | 10月                           | 11月                           | 12月                           | 年                             |
| ------------------------------ | ------------------------------ | ------------------------------ | ------------------------------ | ------------------------------ | ------------------------------ | ------------------------------ | ------------------------------ | ------------------------------ | ------------------------------ | ------------------------------ | ------------------------------ | ------------------------------ | ------------------------------ |
| 最高気温記録 °C （°F）         | 35.0 (95)                      | 36.0 (96.8)                    | 37.0 (98.6)                    | 36.0 (96.8)                    | 37.0 (98.6)                    | 37.4 (99.3)                    | 37.0 (98.6)                    | 38.0 (100.4)                   | 38.4 (101.1)                   | 38.0 (100.4)                   | 39.0 (102.2)                   | 33.0 (91.4)                    | 39.0 (102.2)                   |
| 平均最高気温 °C （°F）         | 29.1 (84.4)                    | 29.3 (84.7)                    | 30.2 (86.4)                    | 30.7 (87.3)                    | 31.2 (88.2)                    | 32.2 (90)                      | 32.4 (90.3)                    | 32.4 (90.3)                    | 32.5 (90.5)                    | 32.0 (89.6)                    | 30.7 (87.3)                    | 29.1 (84.4)                    | 31.0 (87.8)                    |
| 平均最低気温 °C （°F）         | 20.0 (68)                      | 19.9 (67.8)                    | 20.3 (68.5)                    | 21.1 (70)                      | 22.1 (71.8)                    | 23.0 (73.4)                    | 23.3 (73.9)                    | 23.3 (73.9)                    | 23.0 (73.4)                    | 22.4 (72.3)                    | 21.6 (70.9)                    | 20.7 (69.3)                    | 21.7 (71.1)                    |
| 最低気温記録 °C （°F）         | 13.0 (55.4)                    | 14.5 (58.1)                    | 15.0 (59)                      | 16.1 (61)                      | 17.3 (63.1)                    | 19.0 (66.2)                    | 19.0 (66.2)                    | 19.1 (66.4)                    | 19.1 (66.4)                    | 19.1 (66.4)                    | 16.2 (61.2)                    | 16.8 (62.2)                    | 13.0 (55.4)                    |
| 雨量 mm （inch）               | 75.6 (2.976)                   | 66.8 (2.63)                    | 71.6 (2.819)                   | 105.3 (4.146)                  | 183.1 (7.209)                  | 101.3 (3.988)                  | 117.9 (4.642)                  | 141.2 (5.559)                  | 134.4 (5.291)                  | 160.0 (6.299)                  | 152.1 (5.988)                  | 113.9 (4.484)                  | 1,423.2 (56.031)               |
| 平均降雨日数 （≥1.0 mm）       | 10.1                           | 7.6                            | 7.1                            | 8.0                            | 11.4                           | 8.8                            | 11.0                           | 12.1                           | 10.3                           | 12.2                           | 12.5                           | 12.9                           | 124.0                          |
| 出典：NOAA                     |                                |                                |                                |                                |                                |                                |                                |                                |                                |                                |                                |                                |                                |

## 空港

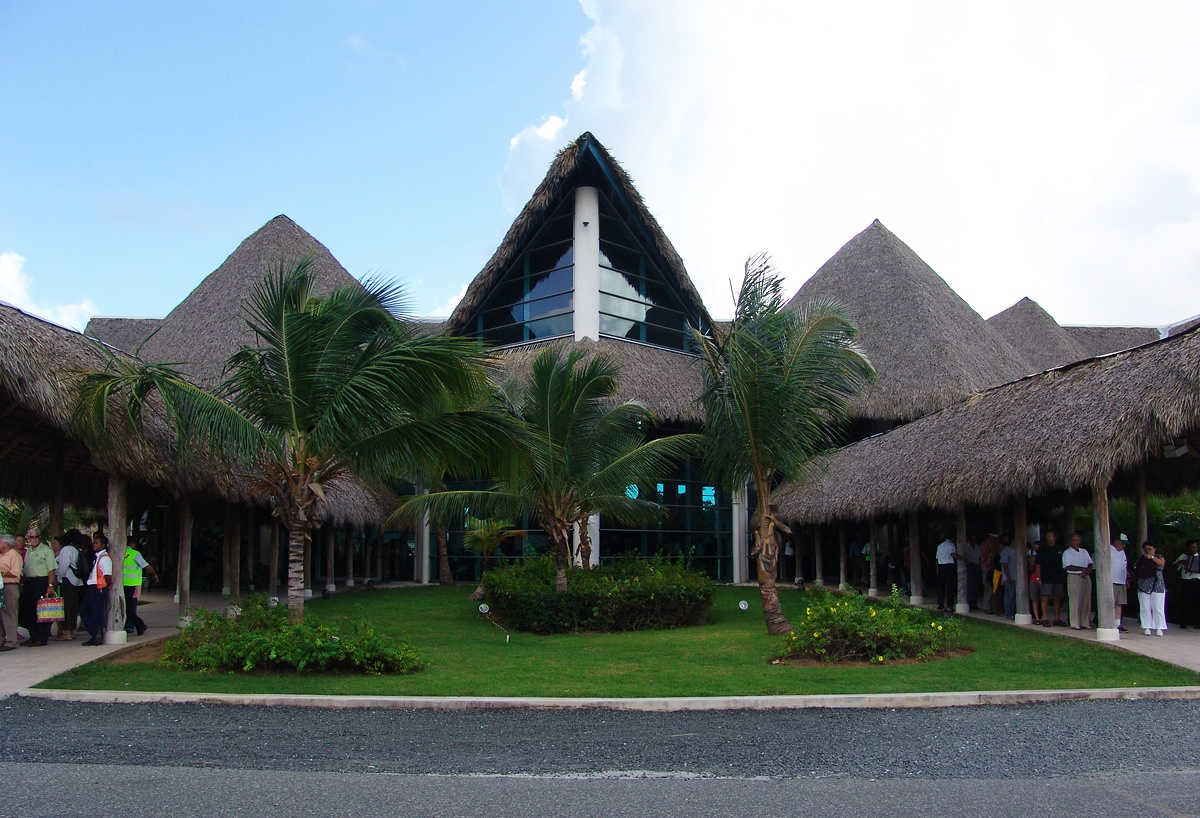
プンタ・カナ国際空港

- プンタ・カナ国際空港：2019年には国内最多の700万人が利用した。

## 観光地
- 東部国立公園
- プンタ・カナ
- バヴァロ（英語版）
- バヤイベ（英語版）
- ボカ・デ・ユマ（英語版）
- ラ・アルタグラシア聖堂（英語版）